# Хренники (Ровненская область)
Хренники (укр. Хрінники) — село в Демидовской поселковой общине Дубенского района Ровненской области Украины. Село расположено на берегах реки Стыр.
До 2020 года входило в Демидовский район.
Население по переписи 2001 года составляло 811 человек, в 2019 году 778 человек. Почтовый индекс — 35220. Телефонный код — 3637. Код КОАТУУ — 5621485512.

## Экономика
- ГЭС[укр.] на реке Стыр.